# اتفاق (فلم 2017)
اتفاق (بالهندية: इत्तेफाक़) هو فيلم إثارة وغموض هندي من بطولة سيدهارث مالهوترا، وسوناكشي سينها وأكشاي خانا، ومانديرا بيدي. صدر الفيلم في 3 نوفمبر 2017.
تم إصدار الفيلم في 3 نوفمبر 2017. حقق نجاحًا كبيرًا في شباك التذاكر وحصل على تقييمات إيجابية من قبل النقاد.

## القصة
فيكرام سيثي هو كاتب بريطاني مشهور من أصل هندي. خلال إطلاق كتابه الثالث في مومباي، يجد زوجته الناشرة، كاثرين، ميتة في غرفة الفندق الخاصة بهم. يشتبه فيكرام به من قبل الشرطة، فيهرب بسيارته، وأثناء مطاردته من قبل الشرطة، تنقلب سيارته ويتعرض لإصابات، يلجأ إلى شقة قريبة. مايا، ربة منزل شابة، ترى سيارة الشرطة خارجًا وتتسابق للمساعدة.
تجد الشرطة فيكرام بجوار جثة زوجها، شيخار، الذي تم قتله. يجدون أيضًا صورًا محترقة في سلة المهملات. ديف فيرما، ضابط يحقق في الجريمة، يستجوب فيكرام ومايا.
وفقًا لأقوال فيكرام، فقد هرب من الشرطة لأنه كان يخشى أن يُتهم بقتل زوجته بشكل غير مبرر. وجد مايا عند بابها وطلب المساعدة. أضاف أن زوجته لم تحضر حفل إطلاق الكتاب لأنها كانت مريضة وتتناول أدوية لمرض في القلب. دخل فيكرام شقة مايا وقال إنها حاولت إغرائه. قدمت مايا شيراغ الذي دخل منزلها قائلًا إنه زوجها. عندما رأى فيكرام صورة خلفية على حاسوبها ودرك أن شيراغ ليس زوج مايا، ضربه شيراغ بحامل شمعة وفقد فيكرام الوعي. عندما استيقظ، وجد جثة شيخار بجواره. أثناء احتجاز فيكرام، أظهرت له الشرطة وقوفه يخلع حذاءه كما لو كان قد ألم به في قدمه.
وفقًا لأقوال مايا، وجدت فيكرام مصابًا عند بابها يطلب المساعدة. دعته داخلًا لتكتشف من الأخبار أن الشرطة تبحث عنه بتهمة قتل زوجته. سحب فيكرام سكينًا وأغلبها، وبدأ في البحث في وثائق مكتب شيخار عندما أبعدت شيراغ الزائر، الذي اعترفت له بعلاقة غير شرعية. حوالي منتصف الليل، عاد زوجها وتصارع لتحريرها من فيكرام. هرعت مايا إلى خارج المنزل للحصول على المساعدة من الشرطة. عندما عادت، قتل فيكرام زوجها بحامل شمعة.
في هذه الأثناء، تكتشف الشرطة أن ضحية اغتصاب تُدعى ساندهيا قد انتحرت مؤخرًا بسبب أن فيكرام كتب كتابه الثالث حول تلك الحادثة، وأملاً في تجنب فشل كتابه الثالث، قام بتسريب هويتها لإثارة الاهتمام. فحص جثة كاثرين يكشف أنها توفيت بسبب نوبة قلبية.
تُبلغ فريق الطب الشرعي ديف بأن شيخار تعرض لهجوم على رأسه من قبل شخص طوله على الأقل 6 أقدام. في البداية، يشتبه الشرطة في فيكرام لأن طوله 6 أقدام و 1 بوصة. ومع ذلك، يتبين أن الصور المحترقة كانت لمايا وشيراغ، الذي يبلغ طوله أيضًا حوالي 6 أقدام. كانت الصور قد التقطها محقق استأجره شيخار. في النهاية، تستنتج الشرطة أن أقوال فيكرام صحيحة وأن مايا وشيراغ قتلا شيخار عندما واجهوه بالصور. وعلاوة على ذلك، لم يكن هناك طين على حذاء شيخار في وقت وفاته، حيث كانت هناك أمطار في الشوارع عند الساعة 11 مساءً، في حين أن فيكرام قد أشار إلى أن شيخار قد عاد إلى المنزل الساعة 7:30 مساءً، وبالتالي تم اعتبار أقواله صحيحة، بينما تم وصم أقوال مايا الذي أشارت فيه إلى عودة زوجها إلى البيت الساعة 12 منتصف الليل بأنها كاذبة.
تُعلن الشرطة براءة فيكرام وتطلق سراحه. يحرق فيكرام جثة زوجته، في حين يتم اعتقال مايا وشيراغ وتوجيه تهمة القتل لشيخار.
في المنزل، يقوم ديف بقراءة الكتاب الثاني لفيكرام عندما تفضح زوجته ميرا أن البطل يموت بسبب جرعة زائدة من المخدرات. يتوجه ديف على عجل إلى الطبيب الشرعي للتحقق مما إذا كانت زوجة فيكرام قد توفيت بسبب جرعة زائدة من الدواء الذي كانت تتناوله لقلبها. يكتشفون أن الكبسولات قد تم تلاعبها وتم تضخيم الجرعة ثلاث مرات، مما تسبب في نوبة قلبية فادحة لكاثرين.
ديف يتصل بفيكرام وهو على وشك أن يأخذ رحلة عائدة إلى لندن. على الهاتف، يعترف فيكرام بقتله لكاثرين وشيخار. قتلها لأنها كانت تهدده بتهمته في انتحار ساندهيا. كان شيخار هو المحامي الذي كان يعمل معها لرفع دعوى ضده. لاذ فيكرام بالفرار إلى منزل شيخار لتدمير الوثائق القانونية للقضية. عندما خرجت مايا للبحث عن المساعدة، قتل زوجها ووجد الصور مع عشيقها. حرقها جزئياً ورميها في سلة المهملات، واعتمد على أن الشرطة ستجد الصور المحترقة بشكل غامض، خلق قصة مقنعة لخداع الشرطة وإيهامهم بالشك البحثي بأن مايا، بالتعاون مع شيراغ، قاموا بتدبير قتل زوجها.
ديف يقرر القبض على فيكرام ومعاقبته حتى لو كان ذلك يتطلب اتخاذ إجراء غير قانوني. ومع ذلك، يغادر فيكرام إلى لندن على متن رحلته، بينما يشاهد ديف بعجز.

## طاقم التمثيل
- سيدهارث مالهوترا في دور فيكرام سيثي
- سوناكشي سينها  في دور مايا سينها
- أكشاي خانا في دور ديف فيرما
- مانديرا بيدي في دور غاياتري فيرما

## الإنتاج

### التطوير
تم الإعلان الرسمي عن الفيلم في إبريل 2016، وذُكر أن عنوان الفيلم سيحمب عنوان «إتفاق». تم تصوير الفيلم خلال فترة استمرت لمدة 50 يومًا بدون انقطاع. وقد تم إنتاجه بالتعاون بين ريد تشيليز انترتينمنت و بي. آر ستوديوز و دهارام للإنتا وصدر في 3 نوفمبر. «إتفاق» هو تكييف لفيلم عام 1969 الذي يحمل نفس الاسم، الذي أنتجه بي. آر سوبرا وأخرجه ياش تشوبرا، وشارك في بطولته راجيش خانا وإفتيخار وناندا. في حين قام سيدهارث مالهوترا بتقديم شخصية خانا، أدت سوناكشي سينها دور ناندا، وأدى أكشاي خانا دور إفتيخار. الفيلم من إخراج أبهاي تشوبرا، حفيد بي. آر. تشوبرا، منتج الفيلم الأصلي. قرر صناع الفيلم عدم الترويج للفيلم على أي منصة، ولكن قبل الإصدار قاموا بحملة على وسائل الإعلام الرقمية، طالبوا فيها المشاهدين بعدم الكشف عن الجاني بعد مشاهدة الفيلم.

### التصوير
بدأ التصوير الرئيسي للفيلم في فبراير 2017. تم تصوير الفيلم بالكامل في مومباي.

## روابط خارجية
- مقالات تستعمل روابط فنية بلا صلة مع ويكي بيانات